# بخش بلوفتون، شهرستان دم اوتر، مینه سوتا
بخش بلوفتون (به انگلیسی: Bluffton Township) یک منطقهٔ مسکونی در ایالات متحده آمریکا است که در شهرستان اوتر تیل، مینه‌سوتا واقع شده‌است.
 بخش بلوفتون ۸۵٫۴ کیلومتر مربع مساحت و ۴۷۴ نفر جمعیت دارد و ۴۲۶ متر بالاتر از سطح دریا واقع شده‌است.